# Gazon

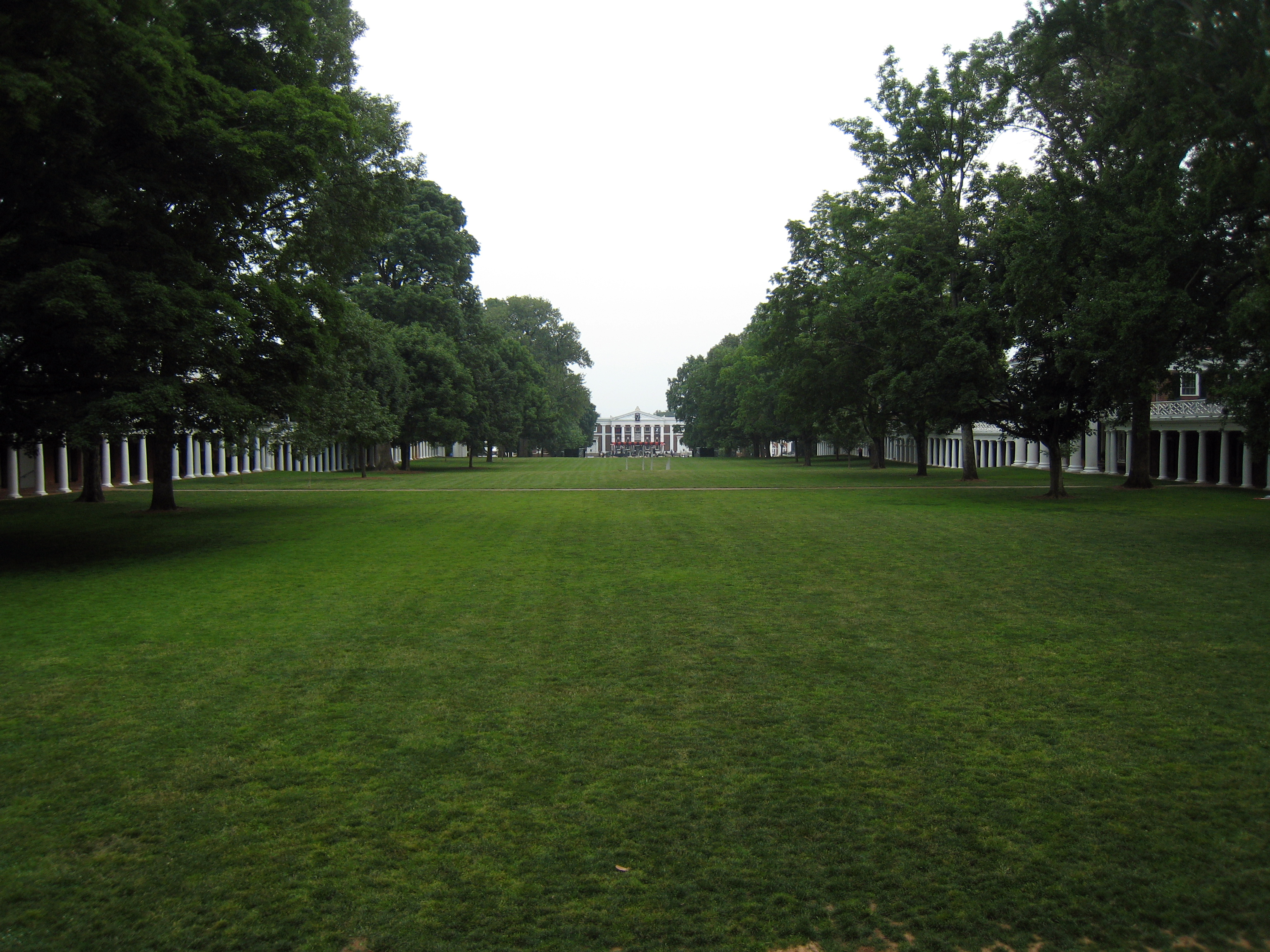
Gazonul Universităţii Virginia

Gazonul este o suprafață de teren acoperită cu iarbă care se udă și se cosește des pentru a fi menținută scurtă, deasă și mereu verde. Pentru gazon se utilizează ierburi din familia gramineelor, în special zizania (Lolium perenne) și raigrasul (Lolium aristatum) sau amestecuri de graminee și leguminoase. Gazonul constituie un element de bază în amenajarea parcurilor, stadioanelor și a spațiilor verzi.
Acest articol conține text din Dicționarul enciclopedic român (1962-1966), aflat acum în domeniul public.